# Cal Claudio (Sant Quintí de Mediona)
Cal Claudio és una obra de Sant Quintí de Mediona (Alt Penedès) inclosa a l'Inventari del Patrimoni Arquitectònic de Catalunya.

## Descripció
Casa de planta baixa i tres pisos construïda entre mitgeres. La seva façana presenta diversos elements destacables. La planta baixa consta de tres accessos, dos d'ells d'arc de mig punt i l'altre allindat. El primer pis compta amb dues finestres balconeres als extrems i una tribuna, tancada amb vitralls, al centre. El segon pis té tres finestres balconeres i el tercer, a manera de golfes, té un seguit de cinc finestres. Aquest darrer pis és força diferenciat respecte a la resta: és separat per una cornisa amb força volada i la façana és ressaltada mitjançant la seva partició en trams horitzontals, talment com si es tractés de plaques encoixinades, i el coronament de les finestres per arquets rebaixats.

## Història
Casa construïda el 1916 però reformada el 1933.